# Стулов Іван Андрійович
Іван Андрійович Стулов (18 вересня 1904, село Шамбово Кадниковського повіту Вологодської губернії, тепер Усть-Кубинського району Вологодської області, Російська Федерація — 15 лютого 1964, місто Москва) — радянський партійний діяч, 1-й секретар Вітебського обласного комітету КП(б) Білорусії. Депутат Верховної Ради СРСР 1-го скликання (1941—1946).

## Біографія
Народився 5(18) вересня 1904 року в родині селянки-наймитки. З травня 1912 по квітень 1920 року — наймит в селі Кімільтеї Тулунського повіту Іркутської губернії. У 1918 році закінчив сільську школу в селі Кімільтеї.
У квітні 1920 — березні 1921 року — червоноармієць 76-ї військової телеграфної колони РСЧА на Західному фронті в Мінську. У 1920 році вступив до комсомолу.
У квітні 1921 — серпні 1922 року — помічник уповноваженого політбюро надзвичайної комісії (ЧК) в місті Зима Іркутської губернії.
З серпня 1922 по травень 1923 року — червоноармієць 104-го стрілецького полку РСЧА в Іркутську. У травні — вересні 1923 року наймитував у селі Кімільтеї Тулунського повіту Іркутської губернії.
З жовтня 1923 по серпень 1925 року — курсант губернської радпартшколи в місті Іркутську.
З серпня 1925 по квітень 1926 року — секретар Преображенського районного комітету комсомолу (ВЛКСМ) Кіренського округу Сибірського краю. У квітні — серпні 1926 року — голова Кіренського окружного Бюро юних піонерів Сибірського краю.
Член ВКП(б) з червня 1926 року.
З серпня 1926 по липень 1927 року — педагог, секретар сільського партійного осередку школи селянської молоді в селі Макарово Кіренського округу Сибірського краю.
У серпні 1927 — січні 1931 року — студент Сибірського фінансово-економічного інституту в Іркутську.
У січні — квітні 1931 року — інспектор Сибірської крайової робітничо-селянської інспекції в Іркутську.
З травня 1931 по серпень 1932 року — аспірант Східно-Сибірського інституту постачання в Іркутську.
З вересня 1932 по лютий 1933 — секретар профкому Економічного інституту червоної професури в Москві.
З березня 1933 по липень 1935 — завуч обласної радпартшколи СПШ в місті Кімри Московської області.
З липня 1935 по березень 1938 року — слухач Інституту червоної професури в Москві.
У березні — червні 1938 року — відповідальний організатор відділу керівних партійних органів ЦК ВКП(б).
У липні 1938 — липні 1941 року — 1-й секретар Вітебського обласного комітету КП(б) Білорусії.
У 1941—1942 роках — секретар Нижньоінгашського районного комітету ВКП(б) Красноярського краю.
З березня 1942 по липень 1944 року — 1-й секретар Вітебського підпільного обласного комітету КП(б) Білорусії, член Військової ради 4-ї Ударної армії.
З липня 1944 по вересень 1945 року — заступник секретаря ЦК КП(б) Білорусії по промисловості і завідувач промислового відділу ЦК КП(б) Білорусії в Мінську. Звільнений від роботи «у зв'язку з хворобою».
З лютого 1946 по червень 1950 року — заступник начальника Переселенського управління при Раді Міністрів СРСР у Москві.
З червня 1950 по серпень 1951 року — заступник начальника Управління навчальних закладів Ради промкооперації РРФСР.
З вересня 1951 року — старший викладач кафедри політекономії Московського інституту кольорових металів і золота.

## Звання
- полковник

## Нагороди
- орден Леніна (28.02.1939)
- орден Червоного Прапора
- медалі